# Język knaan
Język knaan (Leshon Knaan, język judeosłowiański, język Kanaanu) – wymarły język (lub grupa języków) diaspory żydowskiej, który rozwinął się na bazie języków słowiańskich, głównie w oparciu o język czeski. Był używany na terenach słowiańskich do czasów późnego średniowiecza. Zaliczany jest do języków zachodniosłowiańskich.
Niektórzy badacze twierdzą, że przetrwał do czasu ekspansji kultury aszkenazyjskiej i języka jidysz, przez który został wchłonięty i zasymilowany. Znane jest przynajmniej jedno świadectwo piśmiennicze z końca XVI wieku w języku polskim (?), zapisane jednak literami hebrajskimi. Świadczyć za tym miałyby również archaiczne zapożyczenia z języków słowiańskich w jidysz, w formach, które w czasie jego ekspansji w językach słowiańskich już nie istniały. Miałyby to być zapożyczenia z knaan.
Jeszcze inna hipoteza wyjaśniająca pochodzenie elementu słowiańskiego w jidysz, zaproponowana przez Paula Wexlera, zakłada, że on sam ma rodowód judeosłowiański (judeołużycki), a dopiero z czasem został zgermanizowany i błędnie jest klasyfikowany jako język germański.

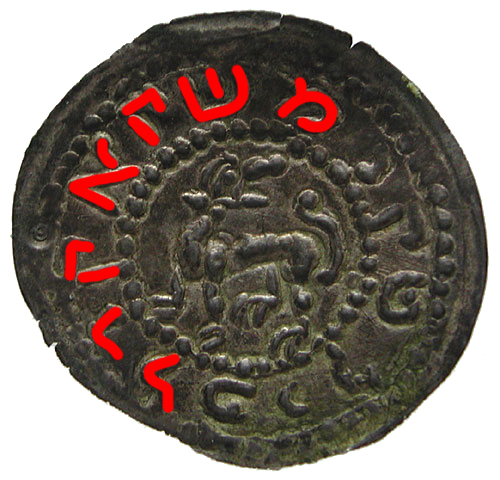
Brakteat Mieszka III, zaznaczono napis משקא קרל znaczący Mieszko król

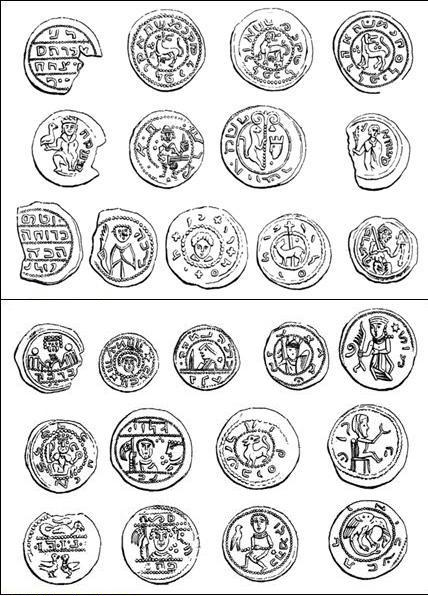
Monety bite przez polskich Żydów

Jednym z nielicznych dowodów istnienia języków judeosłowiańskich (w tym przypadku judeopolskiego) są napisy na XII- i XIII-wiecznych brakteatach polskich bitych przez żydowskich mincerzy na dworze Mieszka Starego i Leszka Białego. Jedna z zachowanych inskrypcji brzmi: משקא קרל פלסק, co transliteruje się mškɔ krl plsk i odczytuje „Mieszko król Polski”.